# ISO 3166-2:NU
Kódy ISO 3166-2 pro Niue neidentifikují žádné regiony (stav v roce 2015).